# خوان إديارتي بوردا
خوان إديارتي بوردا (بالإسبانية: Juan Idiarte Borda) رئيس أوروغواي السابع عشر. مواليد (1844 – أغسطس 25، 1897) وهو آخر رئيس أوروغواياني يتم اغتياله.
في 25 آب، 1897 اغتيل على يد رجل اسمه أريدوندو، وهي الحالة الوحيدة حتى الآن يُغتال بها رئيس في تاريخ أوروغواي.